# Tony Van Os
Franciscus Antonius Aloysius (Tony) Van Os (Antwerpen, 21 juni 1886 - Temse, 5 september 1945) was een Belgisch kunstschilder, tekenaar en illustrator.

## Levensloop

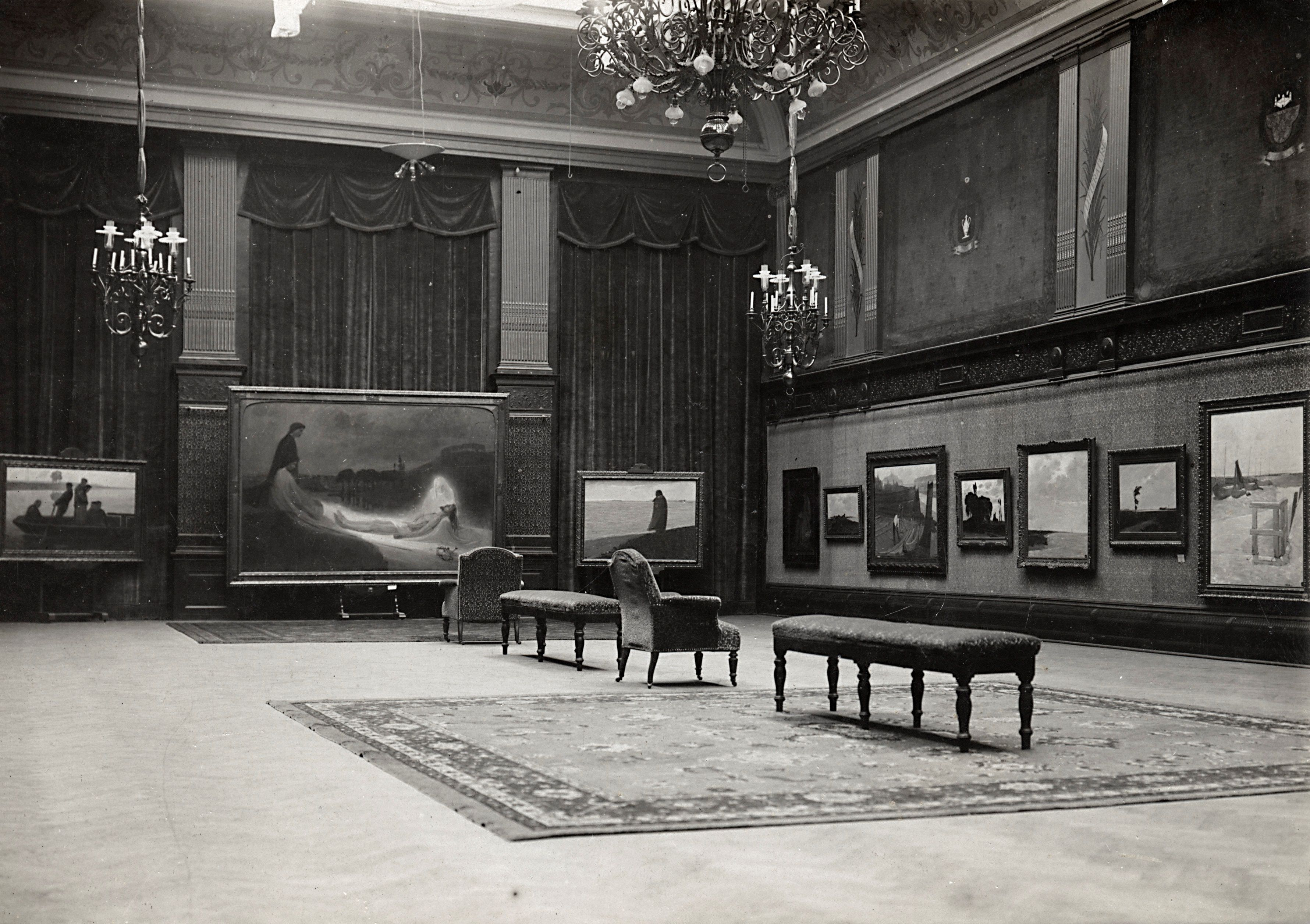
Tentoonstelling van Van Os in Antwerpen (1911)

Hij was een zoon van Napolitaan Van Os, hoofdredacteur en stichter van Gazet van Antwerpen en zevende in een gezin met negen kinderen. Na zijn humaniora aan het Sint-Jan Berchmanscollege studeerde hij aan de Academie voor Schone Kunsten en het Hoger Instituut voor Schone Kunsten in Antwerpen, waar hij onder meer les kreeg van Franz Courtens en Eugène Laermans.
Hij was lid van de groep De Pelgrim en in 1908 ontving hij de Godecharleprijs voor zijn Piëta. Zijn œuvre bestaat voornamelijk uit Scheldezichten, landschappen, portretten en religieuze onderwerpen. Zo zijn er onder meer kruiswegen van zijn hand te zien in kerken in Borgerhout, Bree (klooster van Gerkenberg), Buggenhout (1941, Sint-Gerardus Majellakerk), Halen (Sint-Pieter-in-bandenkerk), Koewacht (Heilige Philippus en Jacobuskerk), Ndekesa en Montana en Wijgmaal (Sint-Hadrianuskerk). Zijn bekendste kruisweg is ongetwijfeld de Scheldekruisweg (1927), te bezichtigen in de Onze-Lieve-Vrouw van de Rozenkranskerk in Westrode. De compositie van zijn doeken was sober, een aantal van zijn werken bevatten amper kleur (enkel bruin en grijs). Andere werken tonen dan weer een uitbundig koloriet, voorbeelden hiervan zijn zijn Rede voor Temse en Gezicht op Mariekerke.

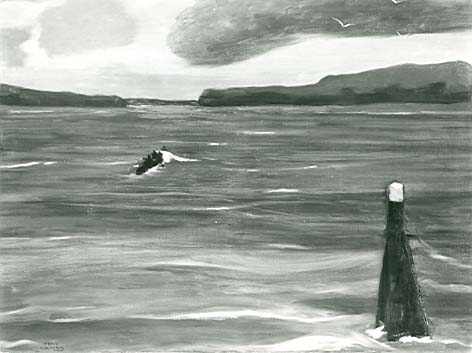
Scheldezicht

Tijdens de repressie na de Tweede Wereldoorlog werd hij gearresteerd en geplaatst in het interneringskamp te Lokeren, waar hij een ziekte aan zijn ruggengraat opliep. Kort daarop overleed hij. Hij was gehuwd en had drie kinderen. Het gezin was woonachtig in Buitenland en vervolgens in Temse, zijn atelier ('t Jordaantje) bevond zich in Weert. In 1970 werd er aldaar een straat naar hem vernoemd, de Tony van Oslaan. Aan het Sas van Weert, op een pleintje voor het sashuis, staat een monument te zijner ere, werk van Henri Lannoye. Werken van Van Os zijn onder meer te zien in het gemeentehuis van Temse, de dekenale Onze-Lieve-Vrouwekerk en de Heilig-Hartkerk in Temse.

## Bekende werken
- Op weg naar huis (1908)
- Portret van een vrouw (1911)
- Gezicht op Mariekerke (1917), het werk bevindt zich in een privécollectie[13]
- Scheldekruisweg (1927), te bezichtigen in de Onze-Lieve-Vrouw van de Rozenkranskerk te Westrode
- Vissers bereiden zich voor (1927)
- Prediking aan de kade, te bezichtigen in de Onze-Lieve-Vrouw-Hemelvaartkerk te Mariekerke[14]
- Christus predikt tot de vissers, te bezichtigen in het gemeentehuis van Temse
- De vlucht naar Egypte, te bezichtigen in het gemeentehuis van Temse
- Zicht op Temse, te bezichtigen in het gemeentehuis van Temse
- Zicht op Temse vanuit Weert te bezichtigen in het gemeentehuis van Temse
- Omgeving van Tervuren te bezichtigen in het gemeentehuis van Temse
- Portret August De Bats, te bezichtigen in het gemeentehuis van Temse
- Portret Pater E.H. Van Cleemput te bezichtigen in het gemeentehuis van Temse
- Portret Raf Van Os, te bezichtigen in het gemeentehuis van Temse
- Portret Maria De Wolf
- Christus valt onder het kruis
- De veerman
- Rede voor Temse
- Gezicht te Weert
- Gezicht op Tielrode
- Gezicht op Sint-Amands
- Hoekje aan de Oude Schelde
- Winter rivierlandschap
- De Schelde te Sint-Amands
- Doop van Jezus in de Jordaan, te bezichtigen in Halen (Sint-Pieter-in-bandenkerk[6])
- Bekoring van Jezus in de woestijn, te bezichtigen in Halen (Sint-Pieter-in-bandenkerk[6])
- Verloren zoon, te bezichtigen in Halen (Sint-Pieter-in-bandenkerk[6])
- Zending van de apostelen, te bezichtigen in Halen (Sint-Pieter-in-bandenkerk[6])
- Maria Magdalena, te bezichtigen in Halen (Sint-Pieter-in-bandenkerk[6])
- Proefschilderij, te bezichtigen in Halen (Sint-Pieter-in-bandenkerk[6])
- Portret Pastoor van Ars, te bezichtigen in Halen (Sint-Pieter-in-bandenkerk[6])

Interneringskamp Lokeren, waarschijnlijk een van zijn laatste werken.
- RKD-Nederlands Instituut voor Kunstgeschiedenis: 79298
- Union List of Artist Names: 500160593
- Virtual International Authority File: 159354109